# Michael Weißenberger
Michael Weißenberger (* 11. März 1959 in Würzburg) ist ein deutscher Klassischer Philologe.

## Leben
Weißenberger studierte von 1977 bis 1984 Klassische Philologie, Geschichte, Archäologie und Vergleichende Sprachwissenschaft an den Universitäten Würzburg und Heidelberg. 1983/84 legte er das Erste Staatsexamen für das Lehramt an Gymnasien in Bayern ab und arbeitete anschließend von 1984 bis 1987 als wissenschaftlicher Mitarbeiter bei Bernd Manuwald an der Universität Düsseldorf. Nach der Promotion zum Dr. phil. 1986 erhielt er dort 1987 eine Stelle als Akademischer Rat. 1994 habilitierte er sich für Klassische Philologie.
1998 nahm er einen Ruf an die Universität Greifswald an, wo er von 1999 bis 2013 als C4-Professor für Gräzistik wirkte. Mit der Einstellung des Greifswalder Studienganges Klassische Philologie wurde er 2013 an das Heinrich-Schliemann-Institut für Altertumswissenschaften der Universität Rostock versetzt. Zum April 2022 trat er in den Ruhestand.
Weißenberger beschäftigt sich mit der griechischen Literatur bis zur Spätantike. Seine besonderen Forschungsschwerpunkte sind die griechische Rhetorik und die griechischen Literatur der Kaiserzeit. Seit Sommer 2001 ist er Mitherausgeber der Zeitschrift Lustrum, für die er einen umfangreichen Forschungsbericht zum attischen Redner Lysias über die Jahre 1905–2000 verfasste. 2017 legte er eine Neuübersetzung des Geschichtswerkes des Thukydides vor.

## Schriften (Auswahl)

### Monographien und Übersetzungen
- Die Dokimasiereden des Lysias (orr. 16,25,26,31). Frankfurt am Main 1987 (Dissertation).
- Literaturtheorie bei Lukian. Untersuchungen zum Dialog ‚Lexiphanes‘. Stuttgart 1996 (Habilitationsschrift).
- Sopatri Quaestionum Divisio. Sopatros: Streitfälle. Gliederung und Ausarbeitung kontroverser Reden. Würzburg 2010.
- Thukydides. Der Peloponnesische Krieg. Berlin 2017. ISBN 978-3-11-037858-0.

### Herausgeberschaft
- mit Peter Riemer und Bernhard Zimmermann: Einführung in das Studium der Latinistik. München 1998. 3., überarbeitete und aktualisierte Auflage 2013, ISBN 978-3-406-65950-8.
- mit Peter Riemer und Bernhard Zimmermann: Einführung in das Studium der Gräzistik. München 2000. 2. Auflage 2017, ISBN 978-3-406-69953-5.